# Panino

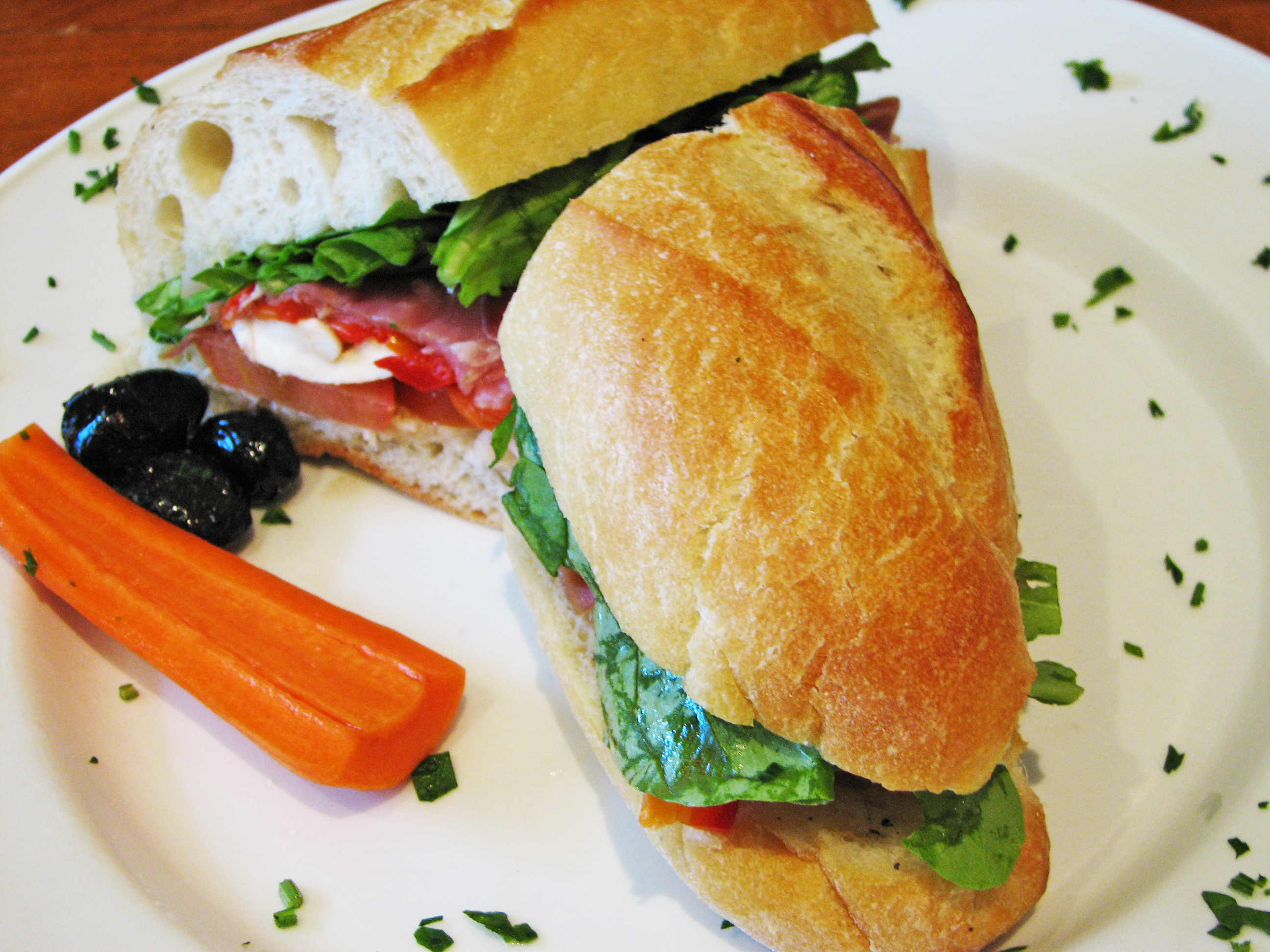
Panino

En panino (plural panini) eller panini är en sorts italiensk smörgås. Den består av ett på längden uppskuret bröd, ofta en ciabatta som fylls med till exempel salami, parmaskinka och ost.
Begreppet kommer från italienskans panino (plural: panini), med den ursprungliga betydelsen 'liten brödbit'.